# Římskokatolická farnost Kamenný Újezd
Římskokatolická farnost Kamenný Újezd je územním společenstvím římských katolíků v rámci vikariátu České Budějovice - venkov českobudějovické diecéze.

## O farnosti

### Historie
Plebánie v Kamenném Újezdě je poprvé písemně doložena v roce 1359. Kostel Všech svatých je doložen již v roce 1290. Farnost byla v historii působištěm několika významných osobností, například pozdější farář u Panny Marie před Týnem v Praze, Jan Florián Hammerschmidt, vlastenecký kněz Antonín Ladislav Puchmajer, či Jan Evangelista Eybl. 

#### Přehled duchovních správců
- 1680–1695 R.D. Jan Florián Hammerschmidt (farář)
- 1705–1737 R.D. Jan Josef Zavadil (farář)
- 1800–1804 R.D. Antonín Jaroslav Puchmajer (farář)
- 1933–1938 R.D. Jan Evangelista Eybl (farář)
- 1996–2000 D. Hugo Josef Pitel, O.Praem. (adm. ex currendo)
- 2007–2012 R.D. Karel Hampl (ex currendo z Boršova nad Vltavou)
- 2012–2017 R.D. Tomasz Krysztof Piechnik (adm. ex currendo)
- 2017–2019 R.D. Bc. Pavel Bicek (adm. ex currendo)
- od 1. 7. 2019 R.D. Mgr. Dominik Ettler (adm. ex currendo)

### Současnost
Farnost je administrována ex currendo z Římova.
| Kostel               | Místo         | Bohoslužba   | Bohoslužba                      | Poznámka     |
| -------------------- | ------------- | ------------ | ------------------------------- | ------------ |
| Kostel Všech svatých | Kamenný Újezd | neděle pátek | 9.30 16.30 v zimě, 17.30 v létě | farní kostel |